# Indian Wells Open 2015 - Qualificazioni singolare maschile
Le qualificazioni del singolare  maschile del Indian Wells Open 2015 sono state un torneo di tennis preliminare per accedere alla fase finale della manifestazione. I vincitori dell'ultimo turno sono entrati di diritto nel tabellone principale. In caso di ritiro di uno o più giocatori aventi diritto a questi sono subentrati i lucky loser, ossia i giocatori che hanno perso nell'ultimo turno ma che avevano una classifica più alta rispetto agli altri partecipanti che avevano comunque perso nel turno finale.

## Giocatori

### Teste di serie
1. Borna Ćorić (Qualificato)
2. Gō Soeda (primo turno)
3. Jürgen Melzer (Qualificato)
4. Damir Džumhur (primo turno)
5. Daniel Gimeno Traver (ultimo turno, Lucky loser)
6. Tobias Kamke (primo turno)
7. Farrukh Dustov (primo turno)
8. Filip Krajinović (Qualificato)
9. James Duckworth (Qualificato)
10. Paul-Henri Mathieu (primo turno)
11. James Ward (ultimo turno)
12. Dudi Sela (primo turno)

1. Aljaž Bedene (primo turno)
2. Alejandro Falla (primo turno)
3. Thiemo De Bakker (Qualificato)
4. Gastão Elias (primo turno)
5. Alexander Zverev (primo turno)
6. Rajeev Ram (ultimo turno)
7. Édouard Roger-Vasselin (Qualificato)
8. Victor Hănescu (Qualificato)
9. Yoshihito Nishioka (primo turno)
10. Marco Cecchinato (primo turno)
11. Michael Berrer (Qualificato)
12. Luke Saville (ultimo turno)

### Qualificati
1. Borna Ćorić
2. Alex Bolt
3. Jürgen Melzer
4. Frank Dancevic
5. Dennis Novikov
6. Victor Hănescu

1. Michael Berrer
2. Filip Krajinović
3. James Duckworth
4. Édouard Roger-Vasselin
5. Miša Zverev
6. Thiemo De Bakker

### Lucky Loser
1. Daniel Gimeno Traver

## Tabellone

### Legenda
| - Q = Qualificato - WC = Wild card - LL = Lucky loser | - ALT = Alternate - SE = Special Exempt - PR = Protected Ranking | - w/o = Walkover - r = Ritirato - d = Squalificato |

### Sezione 1
|  | Primo turno | Primo turno      | Primo turno      | Primo turno | Primo turno |  |  | Ultimo turno | Ultimo turno     | Ultimo turno | Ultimo turno | Ultimo turno |  |
|  |             |                  |                  |             |             |  |  |              |                  |              |              |              |  |
|  | 1           | Borna Ćorić      | Borna Ćorić      | 6           | 6           |  |  |              |                  |              |              |              |  |
|  | WC          | Artem Smyrnov    | Artem Smyrnov    | 2           | 2           |  |  | 1            | Borna Ćorić      | 6            | 1            | 7            |  |
|  |             | Bjorn Fratangelo | Bjorn Fratangelo | 7           | 6           |  |  |              | Bjorn Fratangelo | 2            | 6            | 67           |  |
|  | 16          | Gastão Elias     | Gastão Elias     | 63          | 4           |  |  |              |                  |              |              |              |  |

### Sezione 2
|  | Primo turno | Primo turno     | Primo turno | Primo turno | Primo turno |  |  | Ultimo turno | Ultimo turno | Ultimo turno | Ultimo turno | Ultimo turno |  |
|  |             |                 |             |             |             |  |  |              |              |              |              |              |  |
|  | 2           | Gō Soeda        | 6           | 2           | 2           |  |  |              |              |              |              |              |  |
|  |             | Alex Bolt       | 4           | 6           | 6           |  |  | Alex Bolt    | Alex Bolt    | Alex Bolt    | 6            | 7            |  |
|  |             | James McGee     | 5           | 6           | 6           |  |  | James McGee  | James McGee  | James McGee  | 3            | 5            |  |
|  | 14          | Alejandro Falla | 7           | 3           | 4           |  |  |              |              |              |              |              |  |

### Sezione 3
|  | Primo turno | Primo turno      | Primo turno     | Primo turno | Primo turno |  |  | Ultimo turno | Ultimo turno    | Ultimo turno | Ultimo turno | Ultimo turno |  |
|  |             |                  |                 |             |             |  |  |              |                 |              |              |              |  |
|  | 3           | Jürgen Melzer    | Jürgen Melzer   | 6           | 1           |  |  |              |                 |              |              |              |  |
|  |             | Danai Udomchoke  | Danai Udomchoke | 4           | 2r          |  |  | 3            | Jürgen Melzer   | 6            | 5            | 6            |  |
|  |             | Michael Russell  | 3               | 6           | 6           |  |  |              | Michael Russell | 4            | 7            | 3            |  |
|  | 17          | Alexander Zverev | 6               | 4           | 2           |  |  |              |                 |              |              |              |  |

### Sezione 4
|  | Primo turno | Primo turno        | Primo turno        | Primo turno | Primo turno |  |  | Ultimo turno | Ultimo turno       | Ultimo turno | Ultimo turno | Ultimo turno |  |
|  |             |                    |                    |             |             |  |  |              |                    |              |              |              |  |
|  | 4           | Damir Džumhur      | Damir Džumhur      | 3           | 3           |  |  |              |                    |              |              |              |  |
|  |             | Frank Dancevic     | Frank Dancevic     | 6           | 6           |  |  |              | Frank Dancevic     | 5            | 6            | 6            |  |
|  | PR          | Philipp Petzschner | Philipp Petzschner | 6           | 7           |  |  | PR           | Philipp Petzschner | 7            | 4            | 1            |  |
|  | 22          | Marco Cecchinato   | Marco Cecchinato   | 4           | 5           |  |  |              |                    |              |              |              |  |

### Sezione 5
|  | Primo turno | Primo turno          | Primo turno          | Primo turno | Primo turno |  |  | Ultimo turno | Ultimo turno         | Ultimo turno | Ultimo turno | Ultimo turno |  |
|  |             |                      |                      |             |             |  |  |              |                      |              |              |              |  |
|  | 5           | Daniel Gimeno Traver | Daniel Gimeno Traver | 7           | 6           |  |  |              |                      |              |              |              |  |
|  |             | Jason Jung           | Jason Jung           | 63          | 2           |  |  | 5            | Daniel Gimeno Traver | 3            | 6            | 64           |  |
|  |             | Dennis Novikov       | 65                   | 7           | 6           |  |  |              | Dennis Novikov       | 6            | 4            | 7            |  |
|  | 13          | Aljaž Bedene         | 7                    | 65          | 3           |  |  |              |                      |              |              |              |  |

### Sezione 6
|  | Primo turno | Primo turno         | Primo turno    | Primo turno | Primo turno |  |  | Ultimo turno | Ultimo turno        | Ultimo turno | Ultimo turno | Ultimo turno |  |
|  |             |                     |                |             |             |  |  |              |                     |              |              |              |  |
|  | 6           | Tobias Kamke        | 3              | 7           | 2           |  |  |              |                     |              |              |              |  |
|  |             | Nikoloz Basilašvili | 6              | 64          | 6           |  |  |              | Nikoloz Basilašvili | 6            | 4            | 65           |  |
|  |             | Alex Kuznetsov      | Alex Kuznetsov | 4           | 1           |  |  | 20           | Victor Hănescu      | 3            | 6            | 7            |  |
|  | 20          | Victor Hănescu      | Victor Hănescu | 6           | 6           |  |  |              |                     |              |              |              |  |

### Sezione 7
|  | Primo turno | Primo turno        | Primo turno    | Primo turno | Primo turno |  |  | Ultimo turno | Ultimo turno       | Ultimo turno       | Ultimo turno | Ultimo turno |  |
|  |             |                    |                |             |             |  |  |              |                    |                    |              |              |  |
|  | 7           | Farrukh Dustov     | 7              | 4           | 1           |  |  |              |                    |                    |              |              |  |
|  | WC          | Mackenzie McDonald | 5              | 6           | 6           |  |  | WC           | Mackenzie McDonald | Mackenzie McDonald | 4            | 4            |  |
|  |             | Tarō Daniel        | Tarō Daniel    | 4           | 2           |  |  | 23           | Michael Berrer     | Michael Berrer     | 6            | 6            |  |
|  | 23          | Michael Berrer     | Michael Berrer | 6           | 6           |  |  |              |                    |                    |              |              |  |

### Sezione 8
|  | Primo turno | Primo turno        | Primo turno  | Primo turno | Primo turno |  |  | Ultimo turno | Ultimo turno     | Ultimo turno     | Ultimo turno | Ultimo turno |  |
|  |             |                    |              |             |             |  |  |              |                  |                  |              |              |  |
|  | 8           | Filip Krajinović   | 63           | 6           | 7           |  |  |              |                  |                  |              |              |  |
|  |             | John-Patrick Smith | 7            | 3           | 63          |  |  | 8            | Filip Krajinović | Filip Krajinović | 6            | 7            |  |
|  |             | Łukasz Kubot       | Łukasz Kubot | 4           | 5           |  |  | 24           | Luke Saville     | Luke Saville     | 1            | 63           |  |
|  | 24          | Luke Saville       | Luke Saville | 6           | 7           |  |  |              |                  |                  |              |              |  |

### Sezione 9
|  | Primo turno | Primo turno       | Primo turno | Primo turno | Primo turno |  |  | Ultimo turno | Ultimo turno    | Ultimo turno | Ultimo turno | Ultimo turno |  |
|  |             |                   |             |             |             |  |  |              |                 |              |              |              |  |
|  | 9           | James Duckworth   | 6           | 2           | 7           |  |  |              |                 |              |              |              |  |
|  |             | Jared Donaldson   | 3           | 6           | 63          |  |  | 9            | James Duckworth | 2            | 7            | 6            |  |
|  |             | Marco Trungelliti | 1           | 6           | 3           |  |  | 18           | Rajeev Ram      | 6            | 5            | 4            |  |
|  | 18          | Rajeev Ram        | 6           | 4           | 6           |  |  |              |                 |              |              |              |  |

### Sezione 10
|  | Primo turno | Primo turno            | Primo turno            | Primo turno | Primo turno |  |  | Ultimo turno | Ultimo turno           | Ultimo turno | Ultimo turno | Ultimo turno |  |
|  |             |                        |                        |             |             |  |  |              |                        |              |              |              |  |
|  | 10          | Paul-Henri Mathieu     | Paul-Henri Mathieu     | 613         | 3           |  |  |              |                        |              |              |              |  |
|  | WC          | Yannick Hanfmann       | Yannick Hanfmann       | 7           | 6           |  |  | WC           | Yannick Hanfmann       | 4            | 6            | 4            |  |
|  |             | Guido Andreozzi        | Guido Andreozzi        | 5           | 5           |  |  | 19           | Édouard Roger-Vasselin | 6            | 3            | 6            |  |
|  | 19          | Édouard Roger-Vasselin | Édouard Roger-Vasselin | 7           | 7           |  |  |              |                        |              |              |              |  |

### Sezione 11
|  | Primo turno | Primo turno        | Primo turno        | Primo turno | Primo turno |  |  | Ultimo turno | Ultimo turno | Ultimo turno | Ultimo turno | Ultimo turno |  |
|  |             |                    |                    |             |             |  |  |              |              |              |              |              |  |
|  | 11          | James Ward         | 2                  | 6           | 7           |  |  |              |              |              |              |              |  |
|  |             | Mitchell Krueger   | 6                  | 3           | 6(0)        |  |  | 11           | James Ward   | James Ward   | 3            | 1            |  |
|  | WC          | Miša Zverev        | Miša Zverev        | 6           | 6           |  |  | WC           | Miša Zverev  | Miša Zverev  | 6            | 6            |  |
|  | 21          | Yoshihito Nishioka | Yoshihito Nishioka | 4           | 3           |  |  |              |              |              |              |              |  |

### Sezione 12
|  | Primo turno | Primo turno        | Primo turno        | Primo turno | Primo turno |  |  | Ultimo turno | Ultimo turno       | Ultimo turno       | Ultimo turno | Ultimo turno |  |
|  |             |                    |                    |             |             |  |  |              |                    |                    |              |              |  |
|  | 12          | Dudi Sela          | Dudi Sela          | 3           | 0           |  |  |              |                    |                    |              |              |  |
|  | WC          | Taylor Harry Fritz | Taylor Harry Fritz | 6           | 6           |  |  | WC           | Taylor Harry Fritz | Taylor Harry Fritz | 4            | 4            |  |
|  |             | Emilio Gómez       | Emilio Gómez       | 5           | 3           |  |  | 15           | Thiemo de Bakker   | Thiemo de Bakker   | 6            | 6            |  |
|  | 15          | Thiemo de Bakker   | Thiemo de Bakker   | 7           | 6           |  |  |              |                    |                    |              |              |  |